# Monzogabro
Monzogabro – średnio- lub gruboziarnista zasadowa skała magmowa głębinowa. Jest skałą przejściową między monzonitem a gabrem. Zawiera 70–90% plagioklazów w stosunku do skaleni potasowych (10–30%), do 5% kwarcu, 25–60% minerałów ciemnych. Na diagramie klasyfikacyjnym QAPF monzogabro zajmuje wraz z monzodiorytem pole 9.
Monzogabro od monzodiorytu różni się następującymi cechami:
- Plagioklazy monzogabra zawierają >50% cząstki anortytowej (labrador, bytownit, anortyt), natomiast monzodiorytu <50% cząstki anortytowej ;
- Monzogabro zawiera >30% minerałów ciemnych, a monzodioryt mniej;
- W monzogabrze wśród minerałów ciemnych dominują pirokseny, a w monzodiorycie - amfibole.

## Skład mineralny
Plagioklazy (oligoklaz-andezyn), pirokseny (augit, diopsyd, hipersten), ortoklaz, mikroklin, kwarc (w ilości do 5%), amfibole, oliwiny, biotyt. Minerały akcesoryczne: ilmenit, magnetyt, tytanit, rutyl, apatyt, granaty, korund.

## Cechy zewnętrzne
Barwa szara, szarozielona, zielona, zielonoczarna. Przełam nierówny, ziarnisty.

## Budowa wewnętrzna
Jawnokrystaliczna, równo-różnokrystaliczna, drobno-, średnio-, grubokrystaliczna, bezładna, rzadko kierunkowa, zbita.